# Flavobacteriales
Die Flavobacteriales bilden eine Ordnung innerhalb der Abteilung der Bacteroidota. Sie ist die einzige Ordnung der Klasse Flavobacteriia.

## Erscheinungsbild
Der Gram-Test ist negativ. Die Zellen sind stäbchenförmig, einige Arten bilden Filamente aus mehreren Zellen. Zu letzteren zählt z. B. die zu den Cryomorphaceae gestellte Art Fluviicola taffensis. Sporen werden nicht gebildet. Arten der Familien Cryomorphaceae und Flavobacteriaceae sind aerob oder fakultativ anaerob, Flagellen sind nicht vorhanden. Einige Arten können sich gleitend fortbewegen ("gliding motility"). Die Art Blattabacterium cuenoti bildet eine Symbiose mit Schaben und der Termitenart Mastotermes darwiniensis. Blattabacterium cuenoti wurde ausschließlich innerhalb dieser Insekten gefunden und ist lebensnotwendig für die Insekten.

## Stoffwechsel
Alle Arten sind chemo-organotroph, der Stoffwechsel ist entweder die Atmung oder, wie bei einigen Arten der Flavobacteriaceae, die Gärung.

## Systematik
Zur Ordnung Flavobacteriales zählen folgende Familien:
- Blattabacteriaceae
- Crocinitomicaceae
- Cryomorphaceae
- Flavobacteriaceae
- Ichthyobacteriaceae
- Schleiferiaceae
- Weeksellaceae